# Junta Revolucionària de Reus
La Junta Revolucionària de Reus va ser l'organització revolucionària i de govern de la ciutat de Reus constituïda, com altres, en el procés revolucionari de 1868.

## Creació de les Juntes Revolucionàries
Les juntes revolucionàries van anar sorgint a l'Estat espanyol a partir del 17 de setembre de 1868, data considerada com la del començament de la Revolució coneguda popularment amb les denominacions de La Gloriosa o La Septembrina. Les forces navals amb base a Cadis, sota el comandament de Juan Bautista Topete Carballo, es van amotinar contra el govern d'Isabel II. El pronunciament es va fer al mateix lloc on s'havia aixecat en armes contra el pare de la reina, cinquanta anys abans, el general Riego. A la insurrecció es van incorporar aviat els generals Joan Prim i Prats, Francisco Serrano Domínguez, Domingo Dulce i d'altres. El 19 de setembre els revoltats van fer públic un manifest, on es recollia la idea fonamental de derrocar Isabel II d'Espanya.

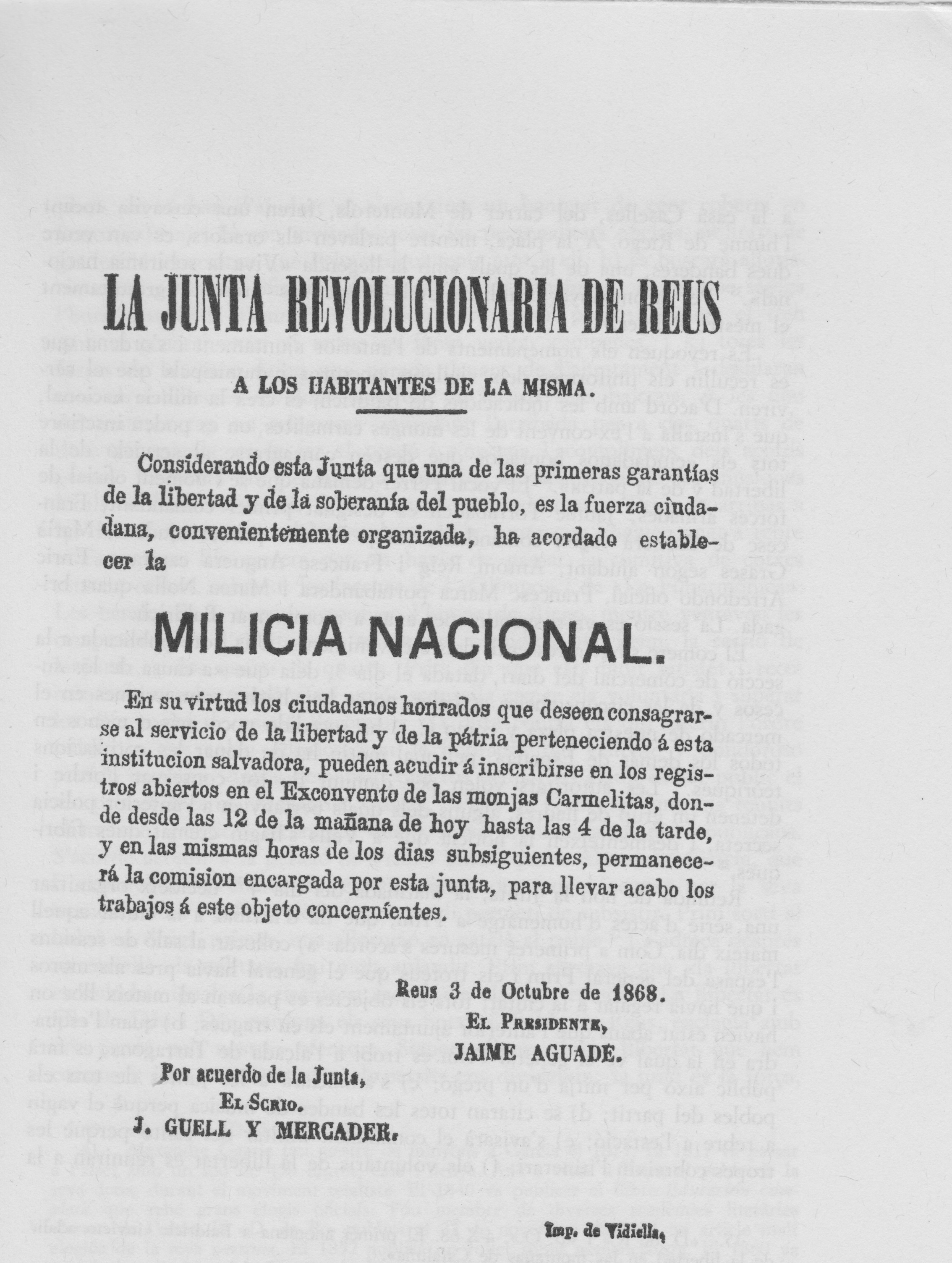
Crida per a la formació de la Milícia Nacional per part de la Junta Revolucionària de Reus

## La Junta Revolucionària Provisional a Reus
En el cas de Reus, els darrers dies de l'antic règim van transcórrer amb una aparent tranquil·litat. L'únic diari local, el Diario de Reus, no va parlar de cap alteració. El 22 de setembre va publicar a primera pàgina amb el títol de "Gobierno de la Província", un telegrama oficial on es comunicava que "la marina de la bahía se ha sublevado", datat el dia 18, però que hi ha calma a tot el país. El dia 23, un altre telegrama datat a París fa una referència imprecisa als fets de Cadis, i diu que a Andalusia ha esclatat una insurrecció i que el general Prim ha sortit de Londres. El dia 24 el diari informa que durant la vigília, nombrosos reusencs van anar amb tren fins a Tarragona per celebrar les festes de Santa Tecla, i que altres hi anaven a rebre el comte de Cheste. L'arribada de Cheste va aclarir la situació. El Diario publicava la proclama que aquest havia fet a Barcelona, en la qual reconeixia que la revolta triomfava a Cadis, Sevilla, Còrdova, Santander i a la ciutat d'Alacant. El dia 29, el periòdic, amb el fi d'atemorir a la població, publicava que la Junta Revolucionària de Sevilla havia fet uns decrets on es proclamava la llibertat d'ensenyança, culte, mercat, indústria i comerç, i la reforma dels aranzels. L'alcalde del moment, Víctor Rosselló, se'n va anar a Barcelona i tornà amb Cheste, al qual va instal·lar al Palau Miró. L'alcalde, en lloc de temperar els ànims, exaltats per les notícies, va dirigir diversos escorcolls i investigacions per descobrir els autors dels fulls volants escampats per la ciutat que proclamaven la Revolució, i intentava empresonar els elements més destacats del partit liberal. Un grup de ciutadans va anar a entrevistar-se amb el general Mascias, cap de la guarnició militar reusenca, que els va fer sortir del quarter, s'hi tancà amb 3.000 homes i esperà els resultats dels esdeveniments, amenaçant a la població amb metrallar-los. Aquesta actitud va facilitar l'esclat revolucionari a la ciutat, i el dia 30, el comitè progressista, quan va saber que Barcelona i Tarragona s'havien pronunciat, ocupà l'ajuntament. Poc després el poble es pronuncià i va anar a la plaça del Mercadal on les multituds van assaltar l'ajuntament, i van tirar pel balcó el retrat de la Reina i altres objectes de referència monàrquica que van ser immediatament cremats al mig de la plaça. El comitè progressista es va trobar desbordat i la gent va dirigir-se a la casa de l'alcalde Rosselló, la van saquejar i van cremar al carrer mobles i objectes, mentre Rosselló es va haver d'amagar per salvar la pell, i finalment va fugir a França. El cronista reusenc Jaume Fort explica que a les onze del matí del dia 30, quan amb el tren de Tarragona havien arribat emissaris secrets a donar notícia del que passava a Barcelona, el comitè progressista va ocupar l'ajuntament, on no van trobar resistència. Mentrestant grups armats amb pals i ganivets, van anar a casa del secretari municipal, el poeta Marià Fonts i la van saquejar i van fer una foguera amb els mobles al mig del carrer. Van saquejar també les cases de Dídac Vilanova, del senyor Anguera, del cap de la guàrdia rural i la fàbrica de seda de Ramon Gaspar, íntim amic de l'alcalde Rosselló, tots ells coneguts conservadors. El grup, cada vegada més nombrós, va saquejar la casa Vinyes, i avià el rom i l'aiguardent dels seus magatzems pel carrer. La casa de l'alcalde Rosselló va ser arrasada i van saquejar també «La Industrial Harinera». A les dues de la tarda el comitè progressista es va reunir a l'ajuntament davant la fugida de les autoritats del règim anterior, i van creure necessari que per a dirigir el moviment popular es constituís una Junta amb poder per exercir l'autoritat "en nom del poble". Els assistents a l'acte, després de queixar-se de l'actitud antipopular del general Mascias, cap de la guarnició dels quarters de Reus, van nomenar la Junta. Un dels reunits va sortir al balcó de l'ajuntament, des d'on va parlar a la multitud que esperava a la plaça. Va llegir els noms dels elegits per a la Junta: Josep Maria Pàmies Juncosa, Sebastià Morlans, Josep Güell i Mercader, Josep Amorós, Jaume Padró i Ferrer, Jaume Aguadé Mestres, Frederic Ferrater, Antoni Molner Ribes, Pere Gras Fort, Pere Bové Montseny, Antoni Soler i Clariana, Francesc Anguera, Marià Grases, Antoni Estivill i alguns altres. La Junta provisional estava integrada per 31 membres, que es van comprometre a defensar, fins amb el risc de la vida, enfront de Mascias, el règim naixent. Entre ells van elegir Jaume Aguadé Mestres per president, Josep Maria Pàmies, vicepresident, i Josep Güell i Antoni Soler com a secretaris. La Junta va anar a veure el general Mascias i va aconseguir que deposés l'actitud. Va sortir la banda militar a fer un cercavila mentre la Junta organitzava una milícia armada per preservar la tranquil·litat. Aquesta milícia la comandava Francesc Subirà. La junta va decidir publicar l'endemà, 1 d'octubre el Boletín Oficial de la Junta Revolucionaria de Reus a la Impremta de Vidiella, per donar orientacions i tranquil·litzar la població. El dia 1 d'octubre, després de l'adhesió del general Mascias a la revolució, la Junta Revolucionària va enviar un telegrama al general Prim on es deia: «Todo sigue con revolucionaria tranquilidad». Van sumar-se a la revolució diversos pobles de la comarca davant l'exemple de Reus. Es van obrir immediatament les escoles públiques, suprimir les "Escoles Pies" i enderrocar el convent de les monges carmelites que ocupaven una part del que avui és la Plaça de Prim. Es va ordenar als serenos de dir «Visca la llibertat» en lloc del tradicional «Lloat sia Déu» abans de cantar les hores. El dia 3 d'octubre es van fer crides per a la formació de la Milícia Nacional. El 4 d'octubre es va tributar un homenatge a Prim, seguit multitudinàriament per la població enfervorida. El dia 8 es va aprovar el manifest revolucionari, «toda vez que ha llegado el momento de imprimir a la revolución una marcha franca y decididamente liberal», un document amb setze punts on es declarava la llibertat de premsa, l'abolició de la pena de mort, la llibertat d'ensenyança, de culte, de reunió i associació, la inviolabilitat del domicili, la descentralització administrativa i la institució del judici per jurats, entre altres qüestions.

## La Junta Revolucionària Definitiva i el nou ajuntament
El 14 d'octubre de 1868 es van convocar eleccions per "sufragi universal" per a triar la Junta Revolucionària Definitiva. Les eleccions, que van acabar el 16 d'octubre, van tenir una gran participació i els resultats van ratificar majoritàriament la Junta Provisional, i els membres nous eren tots de partits liberals. De fet, es va constatar un enfrontament entre els dos grups federals existents a Reus, el primer, capitanejat per Jaume Aguadé, era partidari de Figueras i el segon, dirigit per Güell i Mercader, seguia el grup de Castelar. També hi havia un partit monàrquic, el dels seguidors de Prim, integrat per gent adinerada, amb Frederic Gomis i Marià Pons com a caps visibles. El 18 d'octubre es va fer el traspàs de poders a la nova Junta. Però des del govern de Madrid s'havia tramès una normativa que reclamava que les Juntes Revolucionàries es convertissin en ajuntaments. La Junta Definitiva va aprovar que, donat el caràcter democràtic de la seva elecció, eren sobirans per a seguir amb la seva denominació, i proposava no obeir el govern si aquest ordenava la dissolució de les Juntes. Es van discutir diverses propostes, entre altres la de constituir-se ella mateixa en ajuntament. La Junta de Madrid va enviar un telegrama el dia 20 anunciant la seva auto-dissolució i invitant les altres Juntes a dissoldre's per facilitar així la tasca del nou govern provisional. Alguns dels membres de la Junta de Reus creien que s'havia d'actuar així, però una majoria s'hi va oposar, dient que les Juntes eren el més ferm suport de la revolució. El dia 23 el Boletín Oficial de la Junta Revolucionaria deia que s'ha constituït la Diputació de Tarragona, que en realitat era només un canvi de nom de la Junta Revolucionària Provincial. En una reunió del dia 23 d'octubre, la Junta acorda no dissoldre's, encara que ho hagi fet aquell mateix dia la Junta de Tarragona. El 24 van ser nomenats Jaume Aguadé i Antoni Soler com a comissionats a Madrid a consultar amb Prim, Figuerola i Rivero la decisió que havia de prendre la Junta de Reus sobre la seva dissolució. Els dos comissionats van enviar un telegrama des de Madrid el dia 27 recomanant la dissolució de la Junta, tot i que no hi estaven d'acord. Güell i Mercader va aconseguir convèncer els reunits a l'ajuntament que esperessin a veure què feien les Juntes de Barcelona i Tortosa, però el 28 la Junta es va reunir per darrera vegada i acordà autodissoldre's. La seva desaparició comportà també la desaparició del Boletín Oficial de la Junta Revolucionaria. Güell i Mercader va fer sortir el 5 de novembre el periòdic La Redención del Pueblo, que en volia ser una continuació. Mentrestant, la Junta es va constituir en ajuntament, amb l'oposició de Jaume Aguadé, que tot i ser nomenat alcalde es considerava president de la Junta Revolucionària. A inicis de 1869, per les noves eleccions municipals de desembre de 1868, va ser escollit alcalde Pere Bové.

## Acció de govern
La mesura més autènticament progressista presa per la Junta Revolucionària va ser l'abolició dels impostos als consums, decretada el 2 d'octubre, que significà de forma automàtica l'abaratiment dels preus dels productes en el mercat, que va ajudar a guanyar voluntats populars per a la revolució. L'acció amb més transcendència de la Junta Revolucionària va ser l'establiment del matrimoni civil a Reus el 20 d'octubre de 1868, confirmant l'anticlericalisme i la irreligiositat dels nous mandataris, acompanyat això amb la prohibició de les manifestacions públiques de culte, la negació de l'obligatorietat de les festes dominicals i les pregàries per la conservació del poder temporal del pontificat. El dia 24 es va obrir a l'ajuntament una oficina civil per a registrar els naixements, els matrimonis i les defuncions. Es van publicar alguns llibrets apologètics sobre el matrimoni civil, com el que la Junta encarregà a Güell i Mercader: El matrimonio civil según se celebra en la ciudad de Reus: guía y formulario para la celebración de este acto tan importante, publicat el 1868. El 14 de novembre, a proposta de Güell i Mercader, es van despenjar els retrats dels quatre primers borbons de la sala de sessions, i es van aprofitar els marcs per posar-hi els retrats dels quatre jurats reusencs que més es van distingir en la defensa de les llibertats nacionals durant la Guerra de Successió. El mateix dia, es va fer una manifestació multitudinària contra la pena de mort, que va acabar cremant tots els estris del patíbul que hi havia instal·lat a la plaça de l'ermita del Roser, on també hi havia el cementiri. La Junta va reorganitzar la Milícia, va restituir en els seus llocs els guàrdies rurals i els serenos que havia destituït l'alcalde Rosselló, va gestionar el retorn a la ciutat de l'edifici de l'antic convent de Sant Francesc, va urbanitzar la plaça de les Monges, després plaça de Prim, enderrocant a partir del 8 d'octubre l'antic convent de les carmelites, va suprimir les escoles religioses, va crear un programa d'alfabetització popular, va proclamar la llibertat de premsa i va permetre accedir als càrrecs per sufragi universal.